# رون ألين (لاعب كرة قاعدة)
رون ألين (بالإنجليزية: Ron Allen)‏ هو لاعب كرة قاعدة أمريكي، ولد في 23 ديسمبر 1943 في وامبوم في الولايات المتحدة.

## وصلات خارجية
- رون ألين على موقع دوري كرة القاعدة الرئيسي (الإنجليزية)
- رون ألين على موقعبيزبول رفرنس.كوم (الدوري الرئيسي) (الإنجليزية)
- رون ألين على موقعبيزبول رفرنس.كوم (الدوري الثانوي) (الإنجليزية)